# Pareuchilia micans
Pareuchilia micans är en skalbaggsart som beskrevs av Renaud Maurice Adrien Paulian 1991. Pareuchilia micans ingår i släktet Pareuchilia och familjen Cetoniidae. Inga underarter finns listade i Catalogue of Life.